# Dendropsophus studerae
Dendropsophus studerae är en groddjursart som först beskrevs av Carvalho e Silva, Carvalho e Silva och Eugenio Izecksohn 2003.  Dendropsophus studerae ingår i släktet Dendropsophus och familjen lövgrodor. IUCN kategoriserar arten globalt som otillräckligt studerad. Inga underarter finns listade i Catalogue of Life.